# Tashkent Open 2019
Tashkent Open 2019 - жіночий тенісний турнір, що проходив на відкритих кортах з твердим покриттям Olympic Tennis School у Ташкенті (Узбекистан). Це був двадцять перший за ліком Tashkent Open. Належав до категорії International в рамках Туру WTA 2019. Тривав з 23 до 28 вересня 2019 року.

## Очки і призові

### Нарахування очок
| Дисципліна       | П   | Ф   | ПФ  | ЧФ | 1/8 | 1/16 | Q   | Q2  | Q1  |
| Одиночний розряд | 280 | 180 | 110 | 60 | 30  | 1    | 18  | 12  | 1   |
| Парний розряд    | 280 | 180 | 110 | 60 | 1   | Н/Д  | Н/Д | Н/Д | Н/Д |

### Призові гроші
| Дисципліна       | П       | Ф       | ПФ      | ЧФ     | 1/8    | 1/161  | Q2     | Q1   |
| Одиночний розряд | $43,000 | $21,400 | $11,500 | $6,200 | $3,420 | $2,220 | $1,285 | $750 |
| Парний розряд *  | $12,300 | $6,400  | $3,435  | $1,820 | $960   | Н/Д    | Н/Д    | Н/Д  |

1 Кваліфаєри отримують і призові гроші 1/16 фіналу

* на пару

## Учасниці основної сітки в одиночному розряді

### Сіяні
| Країна     | Гравчиня           | Рейтинг1 | Сіяна |
| ---------- | ------------------ | -------- | ----- |
| Словаччина | Вікторія Кужмова   | 53       | 1     |
| Росія      | Маргарита Гаспарян | 56       | 2     |
| Бельгія    | Алісон ван Ейтванк | 62       | 3     |
| Латвія     | Олена Остапенко    | 74       | 4     |
| Чехія      | Крістина Плішкова  | 81       | 5     |
| Німеччина  | Татьяна Марія      | 86       | 6     |
| Угорщина   | Тімеа Бабош        | 92       | 7     |
| Румунія    | Сорана Кирстя      | 95       | 8     |

- 1 Рейтинг подано станом на 16 вересня 2019

### Інші учасниці
Нижче наведено учасниць, які отримали вайлдкард на участь в основній сітці:
- Нігіна Абдураїмова
- Акгуль Аманмурадова
- Сабіна Шаріпова

Учасниці, що потрапили в основну сітку завдяки захищеному рейтингові:
- Деніса Аллертова
- Катерина Бондаренко

Нижче наведено гравчинь, які пробились в основну сітку через стадію кваліфікації:
- Гаррієт Дарт
- Ольга Говорцова
- Тереза Мартінцова
- Liudmila Samsonova

### Знялись з турніру
До початку турніру
- Тімеа Бачинскі → її замінила  Тімеа Бабош
- Мона Бартель → її замінила  Анна Калинська
- Івана Йорович → її замінила  Катажина Кава
- Анна Кароліна Шмідлова → її замінила  Грет Міннен

### Знялись
- Олена Остапенко (хворобу шлунково-кишкового тракту)

## Учасниці основної сітки в парному розряді

### Сіяні
| Країна   | Гравчиня           | Країна     | Гравчиня           | Рейтинг1 | Сіяна |
| -------- | ------------------ | ---------- | ------------------ | -------- | ----- |
| Росія    | Анна Калинська     | Словаччина | Вікторія Кужмова   | 106      | 1     |
| Румунія  | Ірина-Камелія Бегу | Білорусь   | Лідія Морозова     | 127      | 2     |
| Словенія | Даліла Якупович    | США        | Сабріна Сантамарія | 158      | 3     |
| Швеція   | Корнелія Лістер    | Росія      | Яна Сізікова       | 177      | 4     |

- 1 Рейтинг подано станом на 16 вересня 2019

### Інші учасниці
Нижче наведено пари, які отримали вайлдкард на участь в основній сітці:
- Нігіна Абдураїмова /  Акгуль Аманмурадова
- Віталія Дяченко /  Сабіна Шаріпова

### Знялись з турніру
Під час турніру
- Анна Калинська (хворобу шлунково-кишкового тракту)

### Завершили кар'єру
- Грет Міннен (травма спини)

## Переможниці

### Одиночний розряд
- Алісон ван Ейтванк —  Сорана Кирстя, 6–2, 4–6, 6–4

### Парний розряд
- Гейлі Картер /  Луїза Стефані —  Даліла Якупович /  Сабріна Сантамарія, 6–3, 7–6(7–4)